# Витя Вронски
Виктория Михайловна Вронская (22 августа 1909, Евпатория, Таврическая губерния — 28 июня 1992, Кливленд, Огайо), более известная как Витя Вронски (англ. Vitya Vronsky), — американская пианистка и педагог, получившая международное признание в дуэте с мужем Виктором Бабиным.

## Биография
Виктория Вронская родилась в городе Евпатория в семье Михаила Вронского и Софьи Блинковой. Окончив Киевскую консерваторию в пятнадцать лет, она отправилась в Берлин изучать игру на фортепиано у Артура Шнабеля. Среди его учеников был будущий муж Вронской — Виктор Бабин.
До замужества выступала как солистка с ведущими оркестрами и дирижёрами Европы. В 1933 году она вместе с мужем организовала фортепианный дуэт и гастролировала по странам Европы. В 1938 году Виктория Вронская и Виктор Бабин иммигригровали в США. Виктор Бабин получил должность директора Кливлендского института музыки (англ. Cleveland Institute of Music), где Виктория возглавляла факультет игры на фортепиано (после смерти Бабина — заслуженный профессор по классу фортепиано).

## Дискография
- Vaughan Williams. Aristophanic Suite: The Wasps / Concerto For Two Pianos. — Vronsky And Babin. В сопровождении London Philharmonic Orchestra, дирижёр сэр Эдриан Боулт (Sir Adrian Boult) (EMI, 1969)[6]
- Sergey Rachmaninov. Symphonic Dances / Bizet (Jeux d’enfants) / Lutoslawsky (Variations on Paganini) (Sepaphin Records)[7].